# 赵氏狼蛛
赵氏狼蛛（学名：[Lycosa choudhuryi] 错误：{{Lang}}：文本有斜体标记（帮助））为狼蛛科狼蛛属的动物。分布于印度以及中国大陆的西藏等地，常生活于草丛。该物种的模式产地在印度。